# 4511 Рембрант
4511 Рембрант (енгл. 4511 Rembrandt) је астероид главног астероидног појаса. Приближан пречник астероида је 9,02 ,
а средња удаљеност астероида од Сунца износи 2,399 астрономских јединица (АЈ).
Инклинација (нагиб) орбите у односу на раван еклиптике је 22,745 степени, а орбитални период износи 1357,820 дана (3,717 године). Ексцентрицитет орбите астероида износи 0,252.
Апсолутна магнитуда астероида износи 12,20 а геометријски албедо 0,286.
Астероид је откривен 28. септембра 1935. године.